# Leflaye
Leflaye (o El-Flaye) è un comune dell'Algeria, situato nella provincia di Béjaïa.